# A Még mindig Bír-lak epizódjainak listája
Ez a lista a Még mindig Bír-lak epizódjait sorolja föl.

## Évados áttekintés
| Évad | Évad | Részek száma | Részek száma | Eredeti sugárzás     | Eredeti sugárzás   | Eredeti adó |
| Évad | Évad | Részek száma | Részek száma | Évadbemutató         | Évadzáró           | Eredeti adó |
| ---- | ---- | ------------ | ------------ | -------------------- | ------------------ | ----------- |
|      | 1.   | 13           | 13           | 2016. február 26.    | 2016. február 26.  | Netflix     |
|      | 2.   | 13           | 13           | 2016. december 9.    | 2016. december 9.  | Netflix     |
|      | 3.   | 18           | 18           | 2017. szeptember 22. | 2017. december 22. | Netflix     |
|      | 4.   | 13           | 13           | 2018. december 14.   | 2018. december 14. | Netflix     |
|      | 5.   | 18           | 18           | 2019. december 6.    | 2020. június 2.    | Netflix     |

## Epizódok

### Első évad (2016)
| Sor. | Év. | Cím                          | Rendező         | Író                                                                                         | Premier           | Gyártási szám |
| ---- | --- | ---------------------------- | --------------- | ------------------------------------------------------------------------------------------- | ----------------- | ------------- |
| 1.   | 1.  | Our Very First Show, Again   | Mark Cendrowski | Jeff Franklin                                                                               | 2016. február 26. | 101           |
| 2.   | 2.  | The Moving Day               | Mark Cendrowski | Jeff Franklin                                                                               | 2016. február 26. | 102           |
| 3.   | 3.  | Funner House                 | Katy Garretson  | Amy Engelberg & Wendy Engelberg                                                             | 2016. február 26. | 103           |
| 4.   | 4.  | The Not So Great Escape      | Katy Garretson  | Andrew Gottlieb                                                                             | 2016. február 26. | 104           |
| 5.   | 5.  | Mad Max                      | Rich Correll    | Boyd Hale                                                                                   | 2016. február 26. | 105           |
| 6.   | 6.  | The Legend of El Explosivo   | Rich Correll    | Julie Thacker Scully                                                                        | 2016. február 26. | 106           |
| 7.   | 7.  | Ramona's Not-So-Epic Party   | Rich Correll    | Bryan Behar & Steve Baldikoski                                                              | 2016. február 26. | 107           |
| 8.   | 8.  | Secrets, Lies and Firetrucks | Joel Zwick      | Bob Keyes & Doug Keyes                                                                      | 2016. február 26. | 108           |
| 9.   | 9.  | War of the Roses             | Rich Correll    | Polina Diaz & Joe Vargas                                                                    | 2016. február 26. | 109           |
| 10.  | 10. | A Giant Leap                 | Rob Schiller    | Történet: Amy Engelberg & Wendy Engelberg Tévéjáték: Julie Thacker Scully & Andrew Gottlieb | 2016. február 26. | 110           |
| 11.  | 11. | Partnerships in the Night    | Katy Garretson  | Történet: Boyd Hale Tévéjáték: Bryan Behar & Steve Baldikoski & Bob Keyes & Doug Keyes      | 2016. február 26. | 111           |
| 12.  | 12. | Save the Dates               | Jeff Franklin   | Brian McAuley                                                                               | 2016. február 26. | 112           |
| 13.  | 13. | Love Is in the Air           | Joel Zwick      | Jeff Franklin                                                                               | 2016. február 26. | 113           |

### Második évad (2016)
| Sor. | Év. | Cím                                | Rendező          | Író                            | Premier           | Gyártási szám |
| ---- | --- | ---------------------------------- | ---------------- | ------------------------------ | ----------------- | ------------- |
| 1.   | 1.  | Welcome Back                       | Rich Correll     | Jeff Franklin                  | 2016. december 9. | 201           |
| 2.   | 2.  | Mom Interference                   | Rich Correll     | Boyd Hale                      | 2016. december 9. | 202           |
| 3.   | 3.  | Ramona's Not-So-Epic First Kiss    | Rich Correll     | Bryan Behar & Steve Baldikoski | 2016. december 9. | 203           |
| 4.   | 4.  | Curse of Tanner Manor              | Rich Correll     | Marsh McCall                   | 2016. december 9. | 204           |
| 5.   | 5.  | Doggy Daddy                        | Katy Garretson   | Erin Cardillo & Richard Keith  | 2016. december 9. | 205           |
| 6.   | 6.  | Fuller Thanksgiving                | Katy Garretson   | Jordana Arkin                  | 2016. december 9. | 206           |
| 7.   | 7.  | Girl Talk                          | Joanna Kerns     | Nancy Cohen                    | 2016. december 9. | 207           |
| 8.   | 8.  | A Tangled Web                      | Joanna Kerns     | Craig Shoemaker                | 2016. december 9. | 208           |
| 9.   | 9.  | Glazed & Confused                  | Mark Cendrowski  | Eydie Faye                     | 2016. december 9. | 209           |
| 10.  | 10. | New Kids in the House              | Rich Correll     | Boyd Hale & Marsh McCall       | 2016. december 9. | 210           |
| 11.  | 11. | DJ and Kimmy's High School Reunion | Eric Dean Seaton | Bryan Behar & Steve Baldikoski | 2016. december 9. | 211           |
| 12.  | 12. | Nutcrackers                        | Dave Coulier     | Kate Spurgeon                  | 2016. december 9. | 212           |
| 13.  | 13. | Happy New Year Baby                | Jeff Franklin    | Jeff Franklin                  | 2016. december 9. | 213           |

### Harmadik évad (2017)
| Sor. | Év. | Cím                                     | Rendező            | Író                                    | Premier              | Gyártási szám |
| ---- | --- | --------------------------------------- | ------------------ | -------------------------------------- | -------------------- | ------------- |
| 1.   | 1.  | Best Summer Ever                        | Rich Correll       | Jeff Franklin                          | 2017. szeptember 22. | 301           |
| 2.   | 2.  | Break a Leg                             | Rich Correll       | Boyd Hale                              | 2017. szeptember 22. | 302           |
| 3.   | 3.  | Declarations of Independence            | Rich Correll       | Kellie R. Griffin                      | 2017. szeptember 22. | 303           |
| 4.   | 4.  | My Little Hickey                        | Jean Sagal         | Maria Brown-Gallenberg                 | 2017. szeptember 22. | 304           |
| 5.   | 5.  | Uncle Jesse's Adventures in Babysitting | Rich Correll       | Eydie Faye                             | 2017. szeptember 22. | 305           |
| 6.   | 6.  | M-M-M-My Ramona                         | Jody Margolin Hahn | Jerry Collins                          | 2017. szeptember 22. | 306           |
| 7.   | 7.  | Say Yes to the Dress                    | Rich Correll       | Kate Spurgeon                          | 2017. szeptember 22. | 307           |
| 8.   | 8.  | Maybe Baby                              | Rich Correll       | Alisha Ketry                           | 2017. szeptember 22. | 308           |
| 9.   | 9.  | Wedding or Not Here We Come             | Rich Correll       | Bryan Behar & Steve Baldikoski         | 2017. szeptember 22. | 309           |
| 10.  | 10. | My Best Friend's Japanese Wedding       | Rich Correll       | Marsh McCall                           | 2017. december 22.   | 310           |
| 11.  | 11. | Troller Coaster                         | Mark Cendrowski    | Nick Fascitelli                        | 2017. december 22.   | 311           |
| 12.  | 12. | Fast Times at Bayview High              | Rich Correll       | Eydie Faye & Kate Spurgeon             | 2017. december 22.   | 312           |
| 13.  | 13. | A Tommy Tale                            | Christian Jensen   | Marsh McCall                           | 2017. december 22.   | 313           |
| 14.  | 14. | Surrogate City                          | Dave Coulier       | Bryan Behar & Steve Baldikoski         | 2017. december 22.   | 314           |
| 15.  | 15. | Soul Sisters                            | Phill Lewis        | Boyd Hale                              | 2017. december 22.   | 315           |
| 16.  | 16. | Happily Ever After                      | Rich Correll       | Maria Brown-Gallenberg & Jerry Collins | 2017. december 22.   | 316           |
| 17.  | 17. | Fullers in a Fog                        | Rich Correll       | Eydie Faye & Kate Spurgeon             | 2017. december 22.   | 317           |
| 18.  | 18. | Here Comes the Sun                      | Jeff Franklin      | Jeff Franklin                          | 2017. december 22.   | 318           |

### Negyedik évad (2018)
| Sor. | Év. | Cím                 | Rendező              | Író                             | Premier            | Gyártási szám |
| ---- | --- | ------------------- | -------------------- | ------------------------------- | ------------------ | ------------- |
| 1.   | 1.  | Oh My Santa         | Rich Correll         | Bryan Behar & Steve Baldikoski  | 2018. december 14. | 401           |
| 2.   | 2.  | Big Night           | Rich Correll         | Amy Engelberg & Wendy Engelberg | 2018. december 14. | 402           |
| 3.   | 3.  | A Sense of Purpose  | Linda Mendoza        | Bob Keyes & Doug Keyes          | 2018. december 14. | 403           |
| 4.   | 4.  | Ghosted             | Mark Cendrowski      | David A. Arnold                 | 2018. december 14. | 404           |
| 5.   | 5.  | No Escape           | Lynn McCracken       | Will Griffin                    | 2018. december 14. | 405           |
| 6.   | 6.  | Angels' Night Out   | Jody Margolin Hahn   | Meg Deloatch                    | 2018. december 14. | 406           |
| 7.   | 7.  | President Fuller    | Dave Coulier         | John D. Beck & Ron Hart         | 2018. december 14. | 407           |
| 8.   | 8.  | Driving Mr. Jackson | Rich Correll         | Amy Engelberg & Wendy Engelberg | 2018. december 14. | 408           |
| 9.   | 9.  | Perfect Sons        | Candace Cameron Bure | Taylor Friedman                 | 2018. december 14. | 409           |
| 10.  | 10. | Golden-Toe Fuller   | Rich Correll         | Bob Keyes & Doug Keyes          | 2018. december 14. | 410           |
| 11.  | 11. | It's Always Open    | Kimberly McCullough  | Nick Fascitelli                 | 2018. december 14. | 411           |
| 12.  | 12. | The Prom            | Dave Coulier         | Maria Brown-Gallenberg          | 2018. december 14. | 412           |
| 13.  | 13. | Opening Night       | Christian Jensen     | Bryan Behar & Steve Baldikoski  | 2018. december 14. | 413           |

### Ötödik évad (2019-2020)
| Sor. | Év. | Cím                                  | Rendező              | Író                                                                                     | Premier           | Gyártási szám |
| ---- | --- | ------------------------------------ | -------------------- | --------------------------------------------------------------------------------------- | ----------------- | ------------- |
| 1.   | 1.  | Welcome Home, Baby-to-Be-Named-Later | Rich Correll         | Bryan Behar & Steve Baldikoski                                                          | 2019. december 9. | 501           |
| 2.   | 2.  | Hale's Kitchen                       | Rich Correll         | Linda Videtti Figueiredo                                                                | 2019. december 9. | 502           |
| 3.   | 3.  | Family Business                      | Rich Correll         | Bob Keyes & Doug Keyes                                                                  | 2019. december 9. | 503           |
| 4.   | 4.  | Moms' Night Out                      | Christian Jensen     | Amy Engelberg & Wendy Engelberg                                                         | 2019. december 9. | 504           |
| 5.   | 5.  | Ready Player Fuller                  | Dave Coulier         | Maria Brown-Gallenberg                                                                  | 2019. december 9. | 505           |
| 6.   | 6.  | The Mayor's Bird                     | Rich Correll         | John D. Beck & Ron Hart                                                                 | 2019. december 9. | 506           |
| 7.   | 7.  | DJ's Amazing 40th Birthday Race      | Mark Cendrowski      | David A. Arnold                                                                         | 2019. december 9. | 507           |
| 8.   | 8.  | Five Dates with Kimmy Gibbler        | Candace Cameron Bure | Will Griffin                                                                            | 2019. december 9. | 508           |
| 9.   | 9.  | A Modest Proposal                    | Rich Correll         | Nick Fascitelli                                                                         | 2019. december 9. | 509           |
| 10.  | 10. | If the Suit Fits                     | Rich Correll         | Bryan Behar & Steve Baldikoski                                                          | 2020. június 2.   | 510           |
| 11.  | 11. | Three Weddings and a Musical         | Lynn McCracken       | Taylor Friedman                                                                         | 2020. június 2.   | 511           |
| 12.  | 12. | Cold Turkey                          | Dave Coulier         | Katie Gault                                                                             | 2020. június 2.   | 512           |
| 13.  | 13. | College Tours                        | Jody Margolin Hahn   | Andrea Barber                                                                           | 2020. június 2.   | 513           |
| 14.  | 14. | Basic Training                       | Candace Cameron Bure | Történet: David A. Arnold Tévéjáték: Amy Engelberg & Wendy Engelberg                    | 2020. június 2.   | 514           |
| 15.  | 15. | Be Yourself, Free Yourself           | Rich Correll         | Történet: Nick Fascitelli & Will Griffin Tévéjáték: Bob Keyes & Doug Keyes              | 2020. június 2.   | 515           |
| 16.  | 16. | The Nearlywed Game                   | Jodie Sweetin        | Történet: Jeff Silverstein Tévéjáték: Maria Brown-Gallenberg & Linda Videtti Figueiredo | 2020. június 2.   | 516           |
| 17.  | 17. | Something Borrowed                   | Rich Correll         | Történet: Beth Crudele Tévéjáték: John D. Beck & Ron Hart                               | 2020. június 2.   | 517           |
| 18.  | 18. | Our Very Last Show, Again            | Rich Correll         | Bryan Behar & Steve Baldikoski                                                          | 2020. június 2.   | 518           |